# 龍福寺 (板橋区)
龍福寺（りゅうふくじ）は、東京都板橋区にある真言宗智山派の寺院。

## 概要
創建年代は不明である。歴代住職で一番古い記録が、1647年（正保4年）寂の看尊であったこと以外、何も伝わっていない。一説では室町時代末期に真頂院住職の運珍によって開山したといわれている。
当寺は、数多くの板碑が立っており、「板碑寺」として知られている。中でも「龍福寺建長七年板碑」は、160cmもの高さがある大型板碑で、板橋区より有形文化財に指定されている。

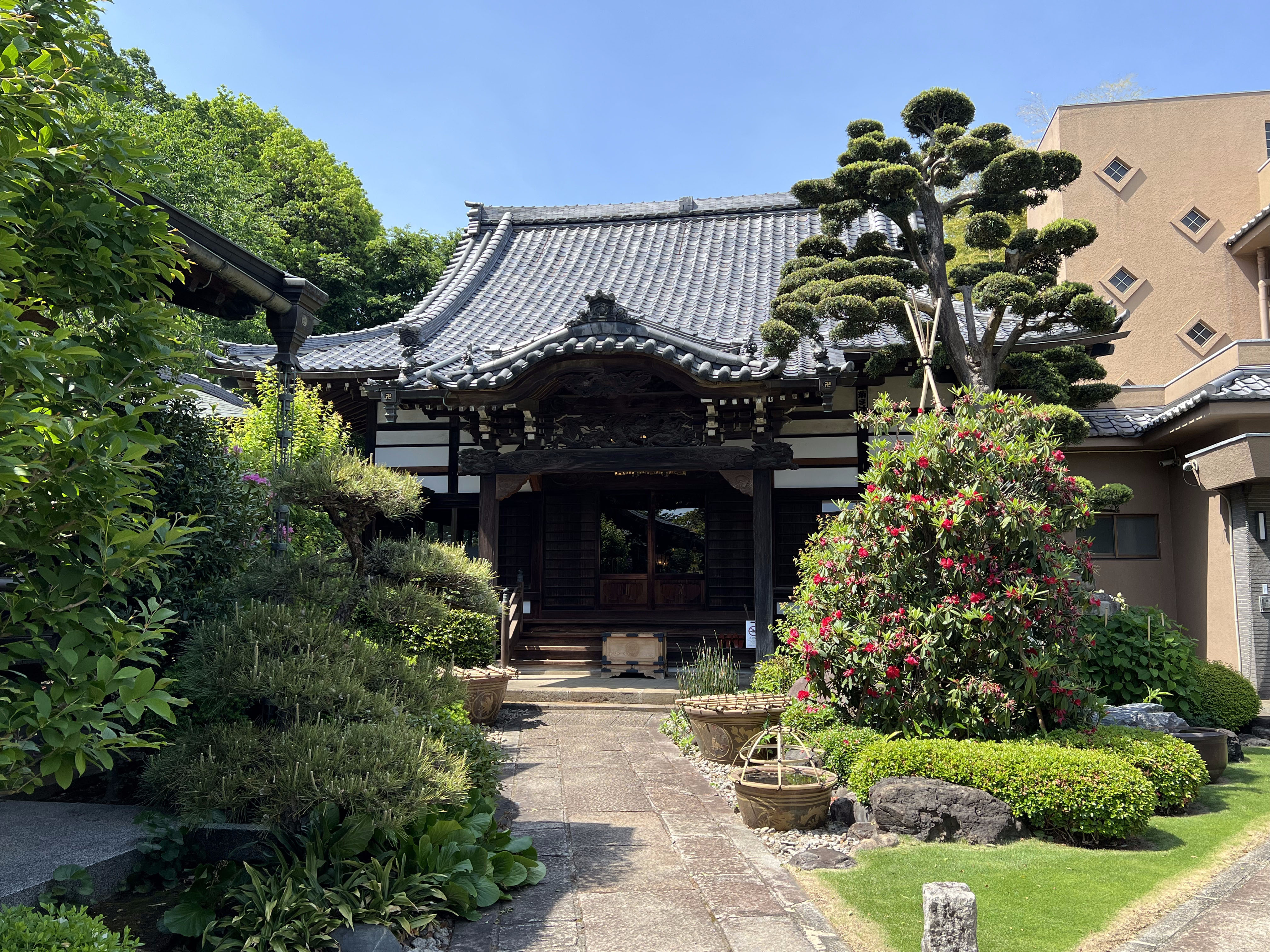
本堂

## 寺宝等
- 大日如来像（本尊）
- 薬師如来像（秘仏）
- 弘法大師像
- 興教大師像
- 板碑
- 庚申塔

## 交通アクセス
- 志村坂上駅より徒歩8分。